# The Racer's Group
The Racer's Group (TRG, TRG Motorsports) – amerykański zespół wyścigowy, założony w 1995 roku przez Kevina Bucklera. Obecnie zespół startuje w United Sports Car Championship, GT4 Challenge of North America oraz Pirelli World Challenge Championship. W przeszłości ekipa pojawiała się także w stawce 24h Daytona, Grand-Am Rolex Sports Car Series, NASCAR Busch Series, NASCAR Sprint Cup, Porsche Supercup, Le Mans Endurance Series, 24-godzinnego wyścigu Le Mans, American Le Mans Series oraz Rolex Sports Car Series. Siedziba zespołu znajduje się w Petaluma w Kalifornii.

## Sukcesy zespołu
- Grand-Am Sports Car Series

2006 (GT) - Pontiac GTO.R (Marc Bunting, Andy Lally)